# U 665
U 665 war ein deutsches Unterseeboot des Typs VII C. Diese U-Bootklasse wurde auch „Atlantikboot“ genannt. Es wurde durch die Kriegsmarine während des U-Boot-Krieges eingesetzt.

## Technische Daten
Von Kriegsbeginn an war die Produktion der Hamburger Howaldtswerft ganz auf den U-Bootbau eingestellt. Diese Werft war für einen jährlichen Ausstoß von 16 U-Booten eingeplant. Ab Mitte 1943 war die Produktion von jährlich 22 Booten vorgesehen – diese Zahlen konnten jedoch nie erreicht werden. Bis Kriegsende lieferten die Howaldtswerke Hamburg insgesamt 33 U-Boote an die Kriegsmarine aus, alle vom Typ VII C. Ein VII C-Boot hatte eine Länge von 67 m und eine Verdrängung von 865 m³ unter Wasser. Es verfügte über zwei Dieselmotoren, die über Wasser eine Geschwindigkeit von 17 kn ermöglichten. Bei der Unterwasserfahrt trieben zwei Elektromotoren das Boot zu einer Geschwindigkeit von 7 kn an. Die Bewaffnung bestand (bis 1944) aus einer 8,8-cm-Kanone und einer 2-cm-Flak an Deck, sowie vier Bugtorpedorohren und einem Hecktorpedorohr. Üblicherweise führte ein VII C-Boot 14 Torpedos mit sich.

## Kommandant
Hans-Jürgen Haupt wurde am 19. Februar 1911 in Berlin geboren und trat 1935 in die Kriegsmarine ein. In den Jahren 1940 und 1941 diente er als Zugführer bei der 1. Schiffsstammabteilung in Kiel. Von 1941 bis zum Juni 1942 war er Wachoffizier auf U 203 unter Rolf Mützelburg. Auf diesem Boot nahm Haupt an sieben Feindfahrten teil, unter anderem vor der Ostküste der USA im Rahmen des Unternehmens Paukenschlag. Im Sommer 1942 absolvierte er seinen U-Bootkommandantenlehrgang und übernahm am 22. Juli 1942 das Kommando auf U 665.

## Feindfahrt
Die erste Feindfahrt des Bootes war gleichzeitig eine Überführungsfahrt von Kiel nach Brest, dem Stützpunkt der 1. U-Flottille. U 665 lief am 20. Februar 1943 aus Kiel aus. Im März wurde das Boot der U-Bootgruppe Stürmer zugeteilt, die zum Angriff auf den britischen Geleitzug SC 122 zusammengestellt worden war. Kommandant Haupt torpedierte einen britischen Liberty-Frachter. Dieser war bereits kurz zuvor von U 338 angeschossen worden.
Am 20. März 1943 versenkte er den britischen Dampfer Fort Cedar Lake (Lage) mit 5000 BRT.
Bei dem zweitägigen Angriff auf den sehr stark gesicherten Geleitzug wurde U 665 erheblich beschädigt. Daraufhin entschied sich Kommandant Haupt, Saint-Nazaire anzulaufen.

## Versenkung
Am Vormittag des 22. März 1943 wurde U 665, an der Wasseroberfläche fahrend, von einer A.W. 38 entdeckt und mit sechs Wasserbomben attackiert. Der Heckschütze des Bombers registrierte, dass die Bomben direkt am tauchenden Boot detonierten, doch erst nach Ende des Krieges konnte festgestellt werden, dass U 665 bei diesem Angriff versenkt worden war (Lage).